# فهرست فیلم‌های ایرانی سال ۱۳۹۴
فهرست فیلم‌های ایرانی سال ۱۳۹۴

## فهرست
| عنوان                        | کارگردان                    | نویسنده                                       | بازیگران                                    |
| ---------------------------- | --------------------------- | --------------------------------------------- | ------------------------------------------- |
| ۲۴ سپتامبر                   | مریم ابراهیم‌وند             | علی اکبر محلوجیان                             | امین زندگانی گلاره عباسی                    |
| ۵۰ کیلو آلبالو               | مانی حقیقی                  | فرهاد توحیدی مانی حقیقی                       | هستی مهدوی‌فر ساعد سهیلی                     |
| آدت نمی‌کنیم                  | ابراهیم ابراهیمیان          | ابراهیم ابراهیمیان سارا سلطانی                | محمدرضا فروتن هدیه تهرانی ساره بیات         |
| آبجی                         | مرجان اشرفی زاده            | مرجان اشرفی زاده ناهید طباطبایی               | گلاب آدینه، پانته‌آ پناهی‌ها، معصومه قاسمی‌پور |
| آب‌نبات‌چوبی                   | محمدحسین فرح‌بخش             | علی اصغری                                     | هنگامه حمیدزاده رضا عطاران سحر قریشی        |
| آپاندیس                      | حسین نمازی                  | حسین نمازی                                    | امیرعلی دانایی آناهیتا نعمتی                |
| آخرین بار کی سحر را دیدی؟    | فرزاد مؤتمن                 | امیر عربی                                     | فریبرز عرب‌نیا ژاله صامتی آتیلا پسیانی       |
| آس و پاس                     | آرش معیریان                 | اصغر نعیمی                                    | مهران غفوریان سحر قریشی محمدرضا هدایتی      |
| آشوب                         | کاظم راست‌گفتار              | کاظم راست‌گفتار                                | کوروش تهامی یکتا ناصر لیلا اوتادی           |
| ابد و یک روز                 | سعید روستایی                | سعید روستایی                                  | پیمان معادی نوید محمدزاده پریناز ایزدیار    |
| اروند                        | پوریا آذربایجانی            | پوریا آذربایجانی                              | سعید آقاخانی طناز طباطبایی                  |
| اژدها وارد می‌شود!            | مانی حقیقی                  | مانی حقیقی                                    | امیر جدیدی همایون غنی‌زاده                   |
| اشک نرگس                     | احمد عبداللهیان             | فتانه توفیقی                                  | نگین معتضدی رضا ایرانمنش                    |
| افسانه شکارچیان گرگ          | مهدی نادری                  | مهدی نادری                                    | ذبیح افشار میسا مولوی                       |
| امتحان نهایی                 | عادل یراقی                  | عادل یراقی عباس کیارستمی                      | شهاب حسینی لیلا زارع                        |
| امکان مینا                   | کمال تبریزی                 | فرهاد توحیدی مرتضی قبه                        | میلاد کی‌مرام مینا ساداتی                    |
| ایستاده در غبار              | محمدحسین مهدویان            | محمدحسین مهدویان                              | هادی حجازی‌فر امیرحسین هاشمی                 |
| این زن حقش را می‌خواهد        | محسن توکلی                  | بابک کایدان                                   | کامران تفتی لعیا زنگنه میترا حجار           |
| اینجا کسی نمی‌میرد            | حسین کندری                  | بهار کاتوزی                                   | هومن سیدی مهدی حسینی‌نیا بهار کاتوزی         |
| بادیگارد                     | ابراهیم حاتمی‌کیا            | ابراهیم حاتمی‌کیا                              | پرویز پرستویی، مریلا زارعی                  |
| بارکد                        | مصطفی کیایی                 | مصطفی کیایی مهیار شاهرخی                      | سحر دولتشاهی بهرام رادان محسن کیایی         |
| بچرخ تا بچرخیم               |                             |                                               |                                             |
| برادرم خسرو                  | احسان بیگلری                | احسان بیگلری پریسا هاشم پور                   | هنگامه قاضیانی شهاب حسینی ناصر هاشمی        |
| به دنیا آمدن                 | محسن عبدالوهاب              | محسن عبدالوهاب                                | هدایت هاشمی الهام کردا                      |
| بیست هفته                    | مسعود قره گزلو              | مسعود قره گزلو                                | مصطفی زمانی سحر دولتشاهی                    |
| پرسه در شهر لاجوردی          | محمدعلی نجفی                | محمدعلی نجفی نسیم سیفی پور نسیم محمدی فارسانی | فتانه ملک‌محمدی مینا ساداتی امید زندگانی     |
| تمرینی برای اجرا             | محمدعلی سجادی               | محمدعلی سجادی                                 | میکائیل شهرستانی مهدی میامی                 |
| تنها میان طالبان             | محسن اسلام‌زاده              |                                               |                                             |
| تیک آف                       | احسان عبدی‌پور               | احسان عبدی‌پور                                 | مصطفی زمانی پگاه آهنگرانی رضا یزدانی        |
| ثبت با سند برابر است         | بهمن گودرزی                 | بهمن گودرزی یزدان فتوحی                       | امین حیایی مجید صالحی فرزاد حسنی            |
| جاده مه‌آلود                  | بهادر اسدی                  | فرهاد نقدعلی                                  | آشا محرابی فریبا نادری رامبد شکرآبی         |
| جاودانگی                     | مهدی فرد قادری              | مهدی فرد قادری                                | آناهیتا نعمتی فقیهه سلطانی                  |
| جشن تولد                     | عباس لاجوردی                | عباس لاجوردی                                  | علی‌رام نورایی احمد کاوری                    |
| جنجال در عروسی               | رضا خطیبی                   | رضا خطیبی                                     | علیرضا خمسه، میرطاهر مظلومی، نعیمه نظام‌دوست |
| چهار اصفهانی در بغداد        | محمدرضا ممتاز               | محمدرضا ممتاز                                 | اکبر عبدی نسرین مقانلو                      |
| چهارشنبه                     | سروش محمدزاده               | سروش محمدزاده پیمان ناجی                      | شهاب حسینی آرمان درویش                      |
| خانه دیگری                   | بهنوش صادقی                 | بهنوش صادقی                                   | پژمان بازغی لیلا زارع گوهر خیراندیش         |
| خانه‌ای در خیابان چهل و یکم   | حمیدرضا قربانی              | آزیتا ایرایی                                  | مهناز افشار، علی مصفا، سارا بهرامی،         |
| خشکسالی و دروغ               | پدرام علیزاده               | محمد یعقوبی                                   | محمدرضا گلزار پگاه آهنگرانی آیدا کیخایی     |
| خشم و هیاهو                  | هومن سیدی                   | هومن سیدی                                     | نوید محمدزاده رعنا آزادی‌ور طناز طباطبایی    |
| خماری                        | داریوش غذبانی               | فرهاد توحیدی                                  | سوگل خلیق مهرداد صدیقیان                    |
| خوب، بد، جلف                 | پیمان قاسم‌خانی              | پیمان قاسم‌خانی                                | سام درخشانی پژمان جمشیدی                    |
| خورشید نیمه‌شب                | شبیر شیرازی                 | شبیر شیرازی                                   | آرمان درویش شهاب حسینی                      |
| دختر                         | رضا میرکریمی                | مهران کاشانی                                  | فرهاد اصلانی، مریلا زارعی ماهور الوند       |
| در سکوت                      | ژرژ هاشم‌زاده                | ژرژ هاشم‌زاده مهدی شیرزاد                      | ویشکا آسایش فاطمه معتمدآریا                 |
| دراکولا                      | رضا عطاران                  | رضا عطاران                                    | رضا عطاران ویشکا آسایش ژاله صامتی           |
| دلبری                        | سید جلال دهقانی اشکذری      | سید جلال دهقانی اشکذری                        | هنگامه قاضیانی عباس غزالی                   |
| دو لکه ابر                   | مهرشاد کارخانی              | مهرشاد کارخانی مجید رحیمیان حمید غلامی        | امید علومی نیوشا مدبر                       |
| دوئت                         | نوید دانش                   | نوید دانش                                     | هدیه تهرانی علی مصفا نگار جواهریان          |
| رؤیاهای دم صبح               | مهرداد اسکویی               | مهرداد اسکویی                                 |                                             |
| ربوده‌شده                     | بیژن میرباقری               | بیژن میرباقری                                 | نیکی کریمی روزبه بمانی                      |
| رسوایی ۲                     | مسعود ده‌نمکی                | مسعود ده‌نمکی                                  | اکبر عبدی سحر قریشی محمدرضا شریفی‌نیا        |
| رفقای خوب                    | مجید قاری‌زاده               | مجید قاری‌زاده                                 | جمشید مشایخی محمد کاسبی                     |
| رگ خواب                      | حمید نعمت‌الله               | معصومه بیات                                   | لیلا حاتمی کوروش تهامی                      |
| روغن مار                     | علی‌رضا داوودنژاد            | علیرضا داوودنژاد                              | محمد حبیبیان مونا داوود نژاد                |
| زاپاس                        | برزو نیک‌نژاد                | برزو نیک‌نژاد                                  | امیر جعفری جواد عزتی الناز حبیبی            |
| زیر سایه                     | بابک انوری                  | بابک انوری                                    | نرگس رشیدی آرش مرندی                        |
| سایه                         | مسعود نوابی                 | سیروس رنجبر وانا همتی                         | پدرام شریفی دیبا زاهدی                      |
| سلام بمبئی                   | قربان محمدپور               | قربان محمدپور                                 | محمدرضا گلزار بنیامین بهادری دیا میرزا      |
| سمفونی تولد                  | محمد پرویزی                 | محمد پرویزی                                   | لیلا زارع صابر ابر                          |
| سیانور                       | بهروز شعیبی                 | مسعود احمدیان                                 | هانیه توسلی پدرام شریفی بابک حمیدیان        |
| طبق عادت همیشگی              | محمد حمزه ای                | پیام کرمی                                     | ستاره اسکندری مریم بوبانی                   |
| غیرمجاز                      | حسن یکتاپناه                | محمد سلیمانی                                  | میلاد کی‌مرام لیلا زارع                      |
| فراری                        | علی‌رضا داوودنژاد            | کامبوزیا پرتوی                                | رضا داوودنژاد ترلان پروانه محسن تنابنده     |
| فروشنده                      | اصغر فرهادی                 | اصغر فرهادی                                   | شهاب حسینی، ترانه علیدوستی                  |
| فصل نرگس                     | نگار آذربایجانی             | نگار آذربایجانی                               | پژمان بازغی امیر آقایی یکتا ناصر            |
| فهرست مقدس                   |                             |                                               |                                             |
| فیلم ناتمامی برای دخترم سمیه |                             |                                               |                                             |
| هویت                         | بهروز سبط رسول              | بهروز سبط رسول                                | مهدی گودرزی مهری آل آقا                     |
| قصه شهرزاد                   | کریم لک‌زاده                 | کریم لک‌زاده                                   | عباس غزالی سروش صحت                         |
| قیچی                         |                             |                                               |                                             |
| کارگر ساده نیازمندیم         | منوچهر هادی                 | پدرام کريمی                                   | بهرام افشاری یکتا ناصر آتیلا پسیانی         |
| کفشهایم کو؟                  | کیومرث پوراحمد              | کیومرث پوراحمد فرید مصطفوی                    | رضا کیانیان رؤیا نونهالی                    |
| گاهی                         | محمدرضا رحمانی              | آرش عباسی                                     | فریبرز عرب‌نیا اندیشه فولادوند مهدی پاکدل    |
| گذر موقت                     | افشین هاشمی                 | افشین هاشمی                                   | اسماعیل محرابی مسعود کرامتی                 |
| گمیچی                        |                             |                                               |                                             |
| گیتا                         | مسعود مددی                  | میترا تیموریان مسعود مددی                     | حمیدرضا آذرنگ مریلا زارعی                   |
| لاک قرمز                     | سید جمال سیدحاتمی           | امیر محمد عبدی                                | پردیس احمدیه پانته‌آ پناهی‌ها بهنام تشکر      |
| لاله‌های واژگون               | احمد عبداللهیان             | فتانه توفیقی                                  | رضا ایرانمنش شراره رخام                     |
| لانتوری                      | رضا درمیشیان                | رضا درمیشیان                                  | نوید محمدزاده مریم پالیزبان باران کوثری     |
| تولد جنجالی                  | مازیار لرستانی              | مازیار لرستانی                                | کامران تفتی رز رضوی                         |
| ماحی                         | داوود خیام                  | داوود خیام                                    | آناهیتا نعمتی مهران احمدی                   |
| مالاریا                      | پرویز شهبازی                | پرویز شهبازی                                  | ساعد سهیلی ساغر قناعت                       |
| مالیخولیا                    | مرتضی آتش زمزم              | مرتضی آتش زمزم مجید شاکرین                    | لیلا اوتادی، محمدرضا هدایتی، لاله اسکندری   |
| ماه در جنگل                  | سیامک شایقی                 | سیامک شایقی                                   | لادن مستوفی آزیتا حاجیان                    |
| محمد رسول‌الله                | مجید مجیدی                  | مجید مجیدی کامبوزیا پرتوی حمید امجد           | مینا ساداتی محسن تنابنده ساره بیات          |
| مشکل گیتی                    | بهرام کاظمی                 | عبدالرضا منجزی                                | حمید فرخ‌نژاد رؤیا نونهالی یکتا ناصر         |
| ممیرو                        | سید هادی محقق               | سید هادی محقق                                 | یدالله شادمانی میثم فرهومند                 |
| من                           | سهیل بیرقی                  | سهیل بیرقی                                    | لیلا حاتمی امیر جدیدی                       |
| من سالوادور نیستم            | منوچهر هادی                 | رضا مقصودی                                    | رضا عطاران یکتا ناصر                        |
| من ناصر حجازی هستم…          |                             |                                               |                                             |
| من و شارمین                  | بیژن شیرمرز                 | بیژن شیرمرز                                   | ویشکا آسایش پژمان بازغی                     |
| ناردون                       | فریدون حسن‌پور               | فریدون حسن‌پور                                 | امین حیایی سیروس گرجستانی لیلا اوتادی       |
| نام و نشان                   | مهدی جعفری                  |                                               |                                             |
| نفس                          | نرگس آبیار                  | نرگس آبیار                                    | مهران احمدی پانته‌آ پناهی‌ها                  |
| نقطه کور                     | مهدی گلستانه                | احسان بیگلری                                  | محمدرضا فروتن هانیه توسلی                   |
| نگار                         | رامبد جوان                  | احسان گودرزی                                  | نگار جواهریان افسانه بایگان                 |
| نیم                          | بهمن کامیار                 | بهمن کامیار                                   | هستی مهدوی حسین سلیمانی                     |
| نیمه‌شب اتفاق افتاد           | تینا پاکروان                | طلا معتضدی                                    | رؤیا نونهالی حامد بهداد                     |
| وارونگی                      | بهنام بهزادی                | بهنام بهزادی                                  | علی مصفا سحر دولتشاهی                       |
| وقتی برگشتم…                 | وحید موسائیان               | وحید موسائیان                                 | رضا کیانیان رعنا آزادی‌ور لادن مستوفی        |
| هفت معکوس                    | مهدی خسروی                  | محمد علی میرزایی                              | جواد عزتی نیوشا ضیغمی کامران تفتی           |
| هفت‌ماهگی                     | هاتف علیمردانی              | هاتف علیمردانی                                | باران کوثری حامد بهداد                      |
| هلن                          | علی‌اکبر ثقفی                | امیر حسین ثقفی شراره سروش                     | پژمان بازغی رؤیا نونهالی امین حیایی         |
| هما کی میاد                  | محسن دامادی                 | محسن دامادی                                   | نادر فلاح مسیح میر حسینی                    |
| هیهات                        | روح‌الله حجازی هادی مقدم‌دوست | روح‌الله حجازی هادی مقدم‌دوست هادی نائیجی       | حمید فرخ‌نژاد حامد بهداد بابک حمیدیان        |
| یادم تو رو فراموش            | علی عطشانی                  | پیمان عباسی                                   | حسین یاری میترا حجار ماه‌چهره خلیلی          |
| یک دزدی عاشقانه              | امیرشهاب رضویان             | امیرشهاب رضویان محسن نبوی تهمینه بهرام علیان  | مهدی هاشمی فرهاد آئیش لادن مستوفی           |
| یک روز بخصوص                 | همایون اسعدیان              | همایون اسعدیان مجید قیصری                     | مصطفی زمانی پریناز ایزدیار فرهاد اصلانی     |
| یک روز طولانی                | بابک بهرام بیگی             | بابک بهرام بیگی پیام ناصر                     | شبنم مقدمی رضا بهبودی علیرضا آرا            |